# Пизињано (Лече)
Пизињано (итал. Pisignano) је насеље у Италији у округу Лече, региону Апулија.
Према процени из 2011. у насељу је живело 1047 становника. Насеље се налази на надморској висини од 37 м.